# Buck Clayton
Buck Clayton (Parsons, 1911. november 12. – New York, 1991. december 8.) amerikai dzsessztrombitás volt, tagja Count Basie zenekarának.

## Pályafutása
Buck Claytonnak hatéves korától zongora- és trombitaórákat tartott apja, aki egy templomi zenekarban játszott. 1932-ben Kaliforniában kezdte profi zenész pályáját, ahol 1934-ben big bandet szervezett, amellyel aztán Sanghajban dolgozott 1936-ig. 1936-ban Kansas Cityben volt, ahol Count Basie felkérte, hogy csatlakozzon a zenekarához.
Az 1930-as évek végén olyan muzsikusokkal dolgozott, mint Billie Holiday, Lester Young és Teddy Wilson, továbbá a Kansas City Six-szel.
1943-tól katonai szolgálatot teljesített.
A katonáskodás után Count Basie, Benny Goodman és Harry James hangszerelőjeként dolgozott. Az 1940-es évek végén összeállította saját szextettjét, amellyel bejárta Európát. 1949-ben és 1953-ban stúdiózenészként dolgozott, és Joe Bushkin kvartettjének tagja volt. 1956-ban a Newport Jazz Festivalon Coleman Hawkinsszal és J. J. Johnsonnal vezetett zenekart.
1956-ban Billie Holiday-t utolsó koncertjén kísérte a Carnegie Hallban.
Aztán játszott még Sidney Bechettel, Eddie Condonnal, Jimmy Rushinggal, Tony Parentivel, Ruby Braffal, Nat Pierce-szel és Mezz Mezzrow-val is. Az 1960-as évek végén az ajkait is érintő egészségügyi problémák miatt alig tudott trombitálni. Ekkor hangszerelőként és zeneszerzőként dolgozott. Az 1980-as évek elején tanári állást vállalt egy főiskolán. 1987-ben ismét egy big bandet vezetett.
1991. december 8-án Buck Clayton álmában halt meg.

## Lemezek
- How Hi the Fi (1954)
- The Huckle-Buck and Robbins' Nest (1954)
- Buck Clayton Jams Benny Goodman (1955)
- Jumpin' at the Woodside (1955)
- All the Cats Join In (1956)
- Buck Meets Ruby (1957)
- Harry Edison Swings Buck Clayton (1958)
- Songs for Swingers (1959)
- The Classic Swing of Buck Clayton (1960)
- Buck & Buddy Blow the Blues (1961)
- Buck & Buddy (1961)
- One for Buck (1962)
- Buck Clayton's Canadian Caper (1963)
- Just a Groove (1973)
- A Buck Clayton Jam Session (1974)
- Tenderly (Inner City, 1979)
- Copenhagen Concert (1979)
- Passport to Paradise (1979)
- Jam Sessions from the Vault (1988)
- Buck Clayton Meets Joe Turner (1992)
- A Swingin' Dream (1989)

## Filmek
- Buck Clayton az IMDb-n

## Fordítás
Ez a szócikk részben vagy egészben  a   Buck Clayton című német Wikipédia-szócikk ezen változatának fordításán alapul.  Az eredeti cikk szerkesztőit annak laptörténete sorolja fel. Ez a jelzés csupán a megfogalmazás eredetét és a szerzői jogokat jelzi, nem szolgál a cikkben szereplő információk forrásmegjelöléseként.